# Maria Withoos

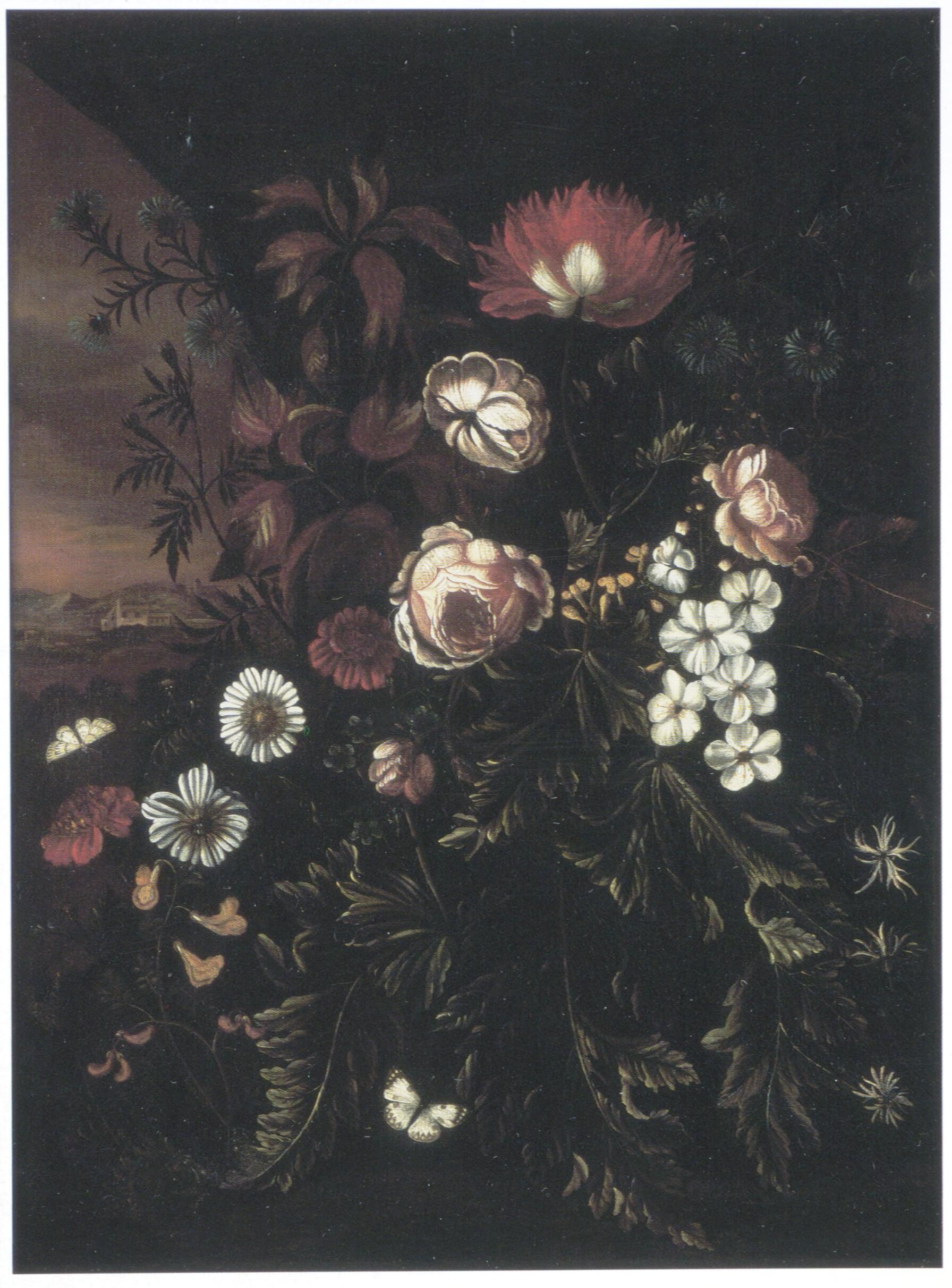
Natura morta floreale con paesaggio (1700 circa)

Maria Withoos (Amersfoort, 8 maggio 1663 – dopo il 1699) è stata una pittrice olandese del secolo d'oro.

## Biografia
Maria era la sesta degli otto figli di Matthias Withoos e di Wendelina van Hoorn (1618-1680 c.). Quando nel 1672 i Francesi minacciavano di impadronirsi della città di Amersfoort, Withoos si trasferì con la sua famiglia ad Hoorn, luogo di nascita della moglie Wendelina.
Maria si sposò prima con Johannes Brickely e dopo la sua morte con Dirck Knijp. Dal primo matrimonio nacque il figlio Johannes (1696), dal secondo il figlio Matthias (1699). Il 6 giugno 1694 Maria con la sorella Alida si presentarono davanti ad un notaio di Amsterdam per un'eredità.
Benché appartenesse ad una famiglia ricca, fu addestrata da suo padre nella pittura, come la sorella meglio conosciuta Alida e i fratelli Pieter, Johannes e Frans. Anch'ella dipinse principalmente nature morte e paesaggi. Nel XVIII secolo in un catalogo d'asta fu nominata come autrice ‘'di due pezzi rappresentanti vedute di parchi con antichi vasi, frutta e fiori dipinti con gusto e colori luminosi'’ e in un catalogo d'asta del XIX secolo sono stati menzionati alcune volte nature morte floreali di sua mano. Oggigiorno non sono conosciute molte opere di Maria Withoos. 
In una tesi di dottorato del 1990 M.Schepper scrive di otto suoi dipinti, di cui uno solo è stato firmato, rappresentante un vaso con fiori, presente in una collezione privata inglese (1928).
Poiché Maria aveva le stesse iniziali di suo padre, è possibile che tra i dipinti a lui attribuiti, si trovino alcune sue opere.
Non è noto dove e quando Maria Withoos sia morta.

## Opere
- Un garofano, rose, fiordalisi, margherite ed altri fiori con farfalle, sullo sfondo un paesaggio italiano, olio su tela, 86,4 x 64,2 cm[2]